# Issam Ammour
Issam Ammour, född 14 april 1993, är en tysk bobåkare. Hans yngre bror Adam Ammour är också en bobåkare.

## Karriär
Vid EM 2024 i Sigulda tog Ammour guld tillsammans med sin bror Adam Ammour i tvåmannabob. Vid VM 2024 i Winterberg tog han silver tillsammans med Adam Ammour i tvåmannabob samt brons tillsammans med Adam Ammour, Benedikt Hertel och Rupert Schenk i fyrmannabob.